# 최수일 (1936년)
최수일(1936년 5월 25일 ~ )은 대한민국의 비전향 장기수이다. 조선민주주의인민공화국에서는 최태국이라는 이름을 사용했다.

## 생애
평안북도 삭주군 출신이다. 어린 시절인 일제강점기 끼니를 잇기 어려울 만큼 힘겹게 생활했으나 태평양 전쟁 끝나고 조선민주주의인민공화국 정부 수립 후 경제상 발전을 체험하면서 김일성의 정치를 적극 지지하게 되었다.
1955년 9월에 조선인민군 해군에 입대하였다. 황해의 경비정에서 복무하면서 조선로동당을 향한 충실성을 인정받아 직책이 점차 올라갔다. 1980년에는 김일성이 현지지도를 이용해 최수일이 복무하던 경비정을 찾아와 직접 만난 일도 있었다.
군에서 제대하고 삭주군 방산리의 고향으로 돌아갔다가, 1965년에 공작원으로 남파되었다. 최수일은 대한민국에서 체포되고 나서 전향을 거부하여 비전향 장기수가 되었다. 1999년 3월에 출소할 때까지 총 수감 기간은 약 34년이다.
최수일은 고향이 북측이라 대한민국에 지인이 없었다. 출소 당시 60대로 여타 비전향 장기수와 비교하여 젊은 나이였기에, 공공근로 사업 등에 참여하면서 모은 돈으로 대학생들과 독거노인들과 생활보호 대상자들을 도와주기도 했다.
2000년 6·15 남북 공동선언에 의거해 조선민주주의인민공화국으로 송환되고 조국통일상을 받았다. 조선민주주의인민공화국에 아내가 생존해 있어 다시 만났고 조선작가동맹에 소속된 시인으로 활동하였다. 조선로동당 창건 59주년을 축하하는 시 〈당비를 바치며〉를 발표한 바 있다.

## 참고자료
- 김만수 외 12인 (2003). 〈당과 수령앞에 고지식한 사람이 되자 (최태국)〉. 《신념과 의지의 강자들 -  비전향 장기수들의 수기 4》. 평양: 평양출판사.